# Storie sulla pelle
Storie sulla pelle è il quarto libro dello scrittore russo, naturalizzato italiano, Nicolai Lilin, pubblicato nel 2012.

## Trama
Il libro parla della tradizione dei tatuaggi presso la comunità criminale siberiana e di come, quest'uso, abbia un forte legame con la vita di ogni persona. Le storie raccontate nel libro, per quanto romanzate, sono, a detta di Lilin, dei riflessi di esperienze di vita vissuta nell'infanzia o nell'adolescenza dell'autore o di persone a lui vicine. Attraverso questo libro, Lilin racconta il mondo dei tatuatori siberiani nella comunità transnistra e ci narra la sua esperienza nell'imparare quest'arte antichissima.